# Casa dei 7 pigri

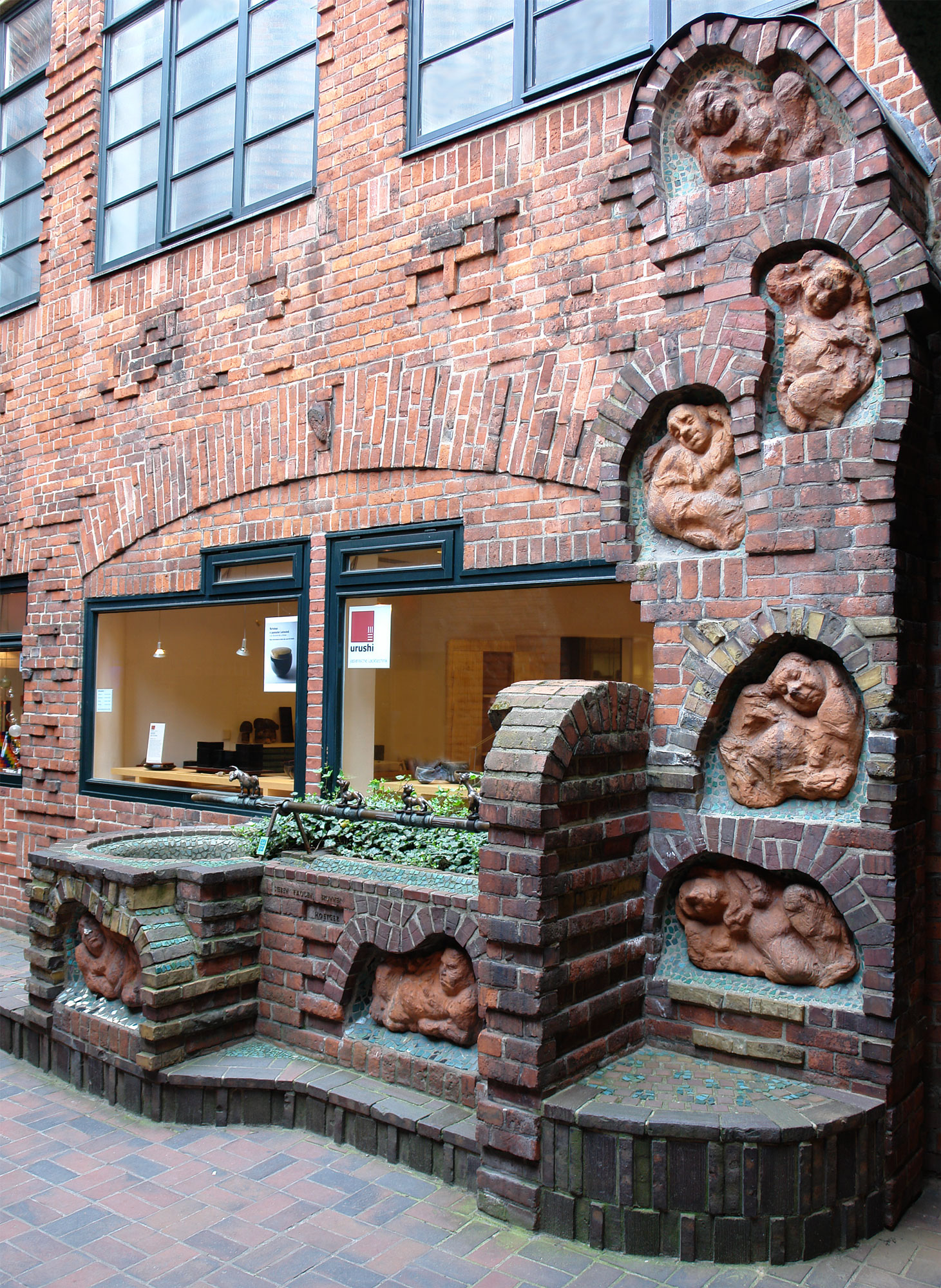
Fontana dei sette fratelli pigri.

La Casa dei sette pigri (in tedesco Haus der Sieben Faulen) è un edificio storico di Brema, in Germania, completato nel 1927. Con un nome basato su una leggenda locale, l'edificio situato in Böttcherstraße nella città vecchia fu costruito dal facoltoso mercante del caffè Ludwig Roselius su progetto degli architetti di Brema Eduard Scotland e Alfred Runge. La prima versione della casa ospitava il dipartimento pubblicitario della compagnia di caffè di Roselius e l'associazione di artigiani Deutscher Werkbund. Quando venne ricostruita nel 1954, il nuovo design si basava su una storia tradizionale locale.

## Sfondo

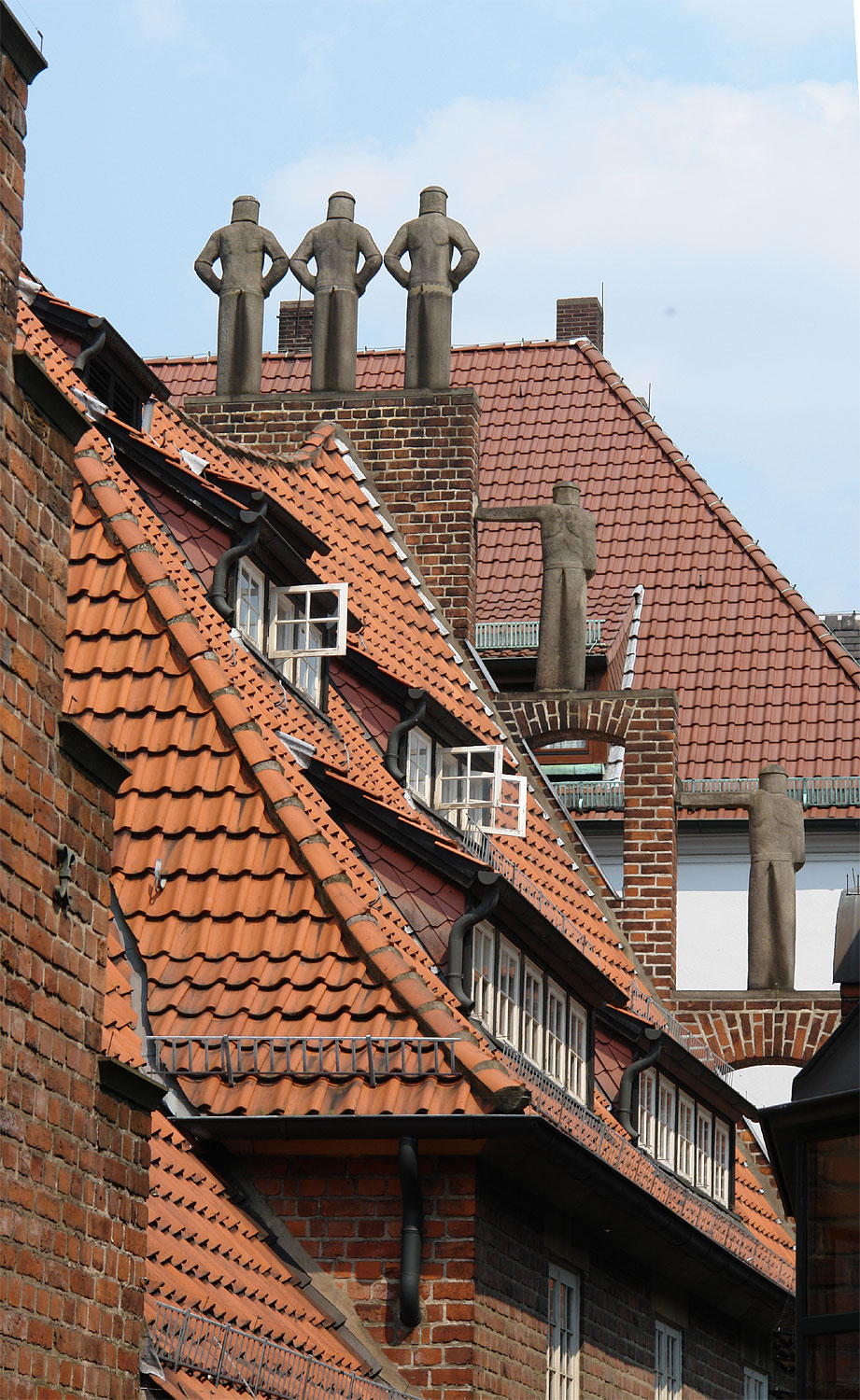
Le figure dei sette fratelli in piedi sul frontone a gradini.

Realizzata da Bernhard Hoetger, la Fontana dei sette fratelli pigri che costeggia la ricostruzione della casa del 1954 si basava su una leggenda sui figli di un contadino locale, considerati pigri perché non riuscivano a trovare lavoro a Brema. Dopo essersi avventurati nel vasto mondo per alcuni anni, tornarono in città. Con il beneficio dell'esperienza, lavorarono nei campi del padre, scavarono fossi di drenaggio e costruirono una diga accanto al Weser che ne impedì l'allagamento. I cittadini alla fine si resero conto di quanto fossero stati astuti. Mentre la fontana presenta ancora sette figure pigre, le statue orgogliose e verticali sul frontone sopra mostrano quanto fossero stati laboriosi.

## Storia e architettura
Nel 1924, Ludwig Roselius acquistò un contratto di locazione per un periodo di 60 anni sul terreno della Böttcherstraße che copriva i numeri dal 15 al 19, e in seguito ottenne anche il permesso di sviluppare i vecchi magazzini di imballaggio ai numeri 4 e 5. Convinse le autorità a lasciargli costruire lì una piccola colonia di negozi, studi e appartamenti, ispirandosi agli stili architettonici della Germania settentrionale. Di fronte alla Casa di Paula Modersohn-Becker, Runge e Scotland progettarono il lungo complesso noto come HAG Haus (dal nome della società di Roselius: Handels Aktien Gesellschaft). Includevano caratteristiche architettoniche tradizionali della Germania settentrionale come frontoni a gradini, abbaini e portici. L'unica parte dell'edificio rimasta integra, dopo essere stata danneggiata durante la guerra, è l'ex sala di degustazione del caffè. Il resto dell'edificio fu ricostruito in base allo stile originale nel 1954.
Le figure in piedi sulla sommità del frontone che domina lo Schütting sono opera di Aloys Röhr di Münster. Le figure dei sette fratelli che sembrano orgogliosi e tutt'altro che pigri si dice siano un omaggio alle idee di Roselius. L'edificio oggi ospita un negozio di tè, uno di giocattoli e uno di souvenir.